# TMEM43
TMEM43‏ (Transmembrane protein 43) هوَ بروتين يُشَفر بواسطة جين TMEM43 في الإنسان.

## الوظيفة
- يُساهم في تنظيم بنية ووظيفة الغشاء النووي داخل الخلايا.
- يلعب دورًا في الربط بين الهيكل الخلوي والغلاف النووي، مما يؤثر على استقرار النواة.
- يُعتقد أن له دورًا في الإشارات الخلوية التي تتحكم في نمو الخلية وتمايزها.
- يُشارك في الحفاظ على سلامة القلب والعضلات، خصوصًا العضلة القلبية. [9] [10] [11]

## الأهمية السريرية
يرتبط الجين TMEM43 بعدد من الاضطرابات القلبية الوراثية، وأهمها اعتلال عضلة القلب البطيني الأيمن المسبب لاضطراب النظم من النوع الخامس (ARVC5)، وهو مرض وراثي قاتل يتميز باضطرابات نظم القلب وفشل مفاجئ في عضلة القلب. وقد تم التعرف على طفرة مرضية محددة في الجين تؤدي إلى استبدال الحمض الأميني سيرين بالحمض الفالين في الموضع 358 (p.S358L)، وهي طفرة مرتبطة بنفوق مفاجئ في أفراد من عائلات مصاب. 
- تشير الدراسات أيضًا إلى أن TMEM43 يلعب دورًا في استقرار الغلاف النووي داخل خلايا عضلة القلب، ويُعتقد أن اختلال هذه الوظيفة يؤدي إلى تغيرات هيكلية وكهربائية في القلب، مما يزيد من قابلية التعرض لاضطرابات النظم وفشل القلب. [13]